# 北方領土返還要求運動都道府県民会議
北方領土返還要求運動都道府県民会議（ほっぽうりょうどへんかんようきゅううんどうとどうふけんみんかいぎ）は、北方領土問題の啓蒙活動を行う事などを目的に日本全国の都道府県単位で組織されている市民団体の総称。

## 設立の経緯

### 北海道における経緯
1946年（昭和21年）、北方領土を米軍の保障占領下に置いて治安の回復を図ることを目的として、北海道根室町（当時）において北方領土から脱出した元島民や町民からなる「北海道附属島嶼復帰懇請委員会」が結成され、当時根室町長であった安藤石典が初代の会長に就任した。安藤は前年の1945年12月1日に、連合国軍最高司令官総司令部司令官のマッカーサー元帥に対し、「北方四島は北海道に付属する島々であり、これらの島々をアメリカ軍の保障占領下に置き、島の住民の不安と恐怖を取り除き安心して生業につけるようにして欲しい」旨の陳情を行っているが、これが北方領土返還要求運動のさきがけとされている。
同年、札幌市において「千島返還懇請促進同盟」が、函館市において「北方漁業開発期成同盟」が結成される。これらは前出の北海道附属島嶼復帰懇請委員会とともにそれぞれの地域における返還運動の推進団体として活動をしていくが、1950年（昭和25年）11月、これら三団体が統合し「千島及び歯舞諸島返還懇請同盟」を結成、北海道内の五つの都市で道民大会を開催して返還運動の全道展開を始めた。その後千島及び歯舞諸島返還懇請同盟は1963年（昭和38年）4月に名称を「北方領土復帰期成同盟」と改め、1965年4月には外務大臣認可の社団法人となり現在に至っている。なお、全国の北方領土返還要求運動都道府県民会議の中で法人格を有しているのは唯一ここのみである。

### 全国における経緯
1948年（昭和23年）3月5日、富山県において北海道外では最初の返還要求運動団体が結成された。これは、富山県は北海道に次いで北方領土元島民の出身者が多かったためである。
1970年（昭和45年）9月15日、宮城県において「北方領土返還促進並びに漁業の安全操業に関する宮城県民会議」（のちに「北方領土返還要求宮城県民会議」に改称）が設立。次いで、1973年（昭和48年）5月20日、青森県に「青森県北方領土返還促進協議会」が設立された。これらの設立の背景としては、北方海域における安全操業を求める漁業関係者の声が高まった事が挙げられる。
1972年（昭和47年）5月15日に沖縄返還が果たされると、「次は北方領土だ」と青年団や婦人会などの市民団体や労働団体が中心となって全国的な返還運動の機運が高まった。加えて、1975年（昭和50年）10月、特殊法人北方領土問題対策協会が地方行政機関と北方領土返還要求に係る民間団体との連携の下に効果的な返還運動の推進を図ることを目的として、都道府県ごとに推進委員を民間から委嘱する制度をスタートさせる。こうした事を背景に昭和50年代から全国各地で北方領土返還要求運動都道府県民会議が設立されるようになる。そして、1987年（昭和62年）3月11日、島根県における「竹島・北方領土返還要求運動島根県民会議」の結成をもって、全都道府県での設置をみる事となった。
なお、結成当時は特に青年団における返還運動が活発であったため、現在においても北方領土問題対策協会の推進委員には青年団のOBが多く、また事務局が県の青年団協議会や青年会館内に置かれている所も少なくない。

## 構成
北方領土返還要求運動都道府県民会議（以下、都道府県民会議）は都道府県内の青年団体、婦人団体、労働団体や経済・産業団体などによって構成されている。また、都府県行政当局も官民一体とした組織づくりという観点から参加している。代表者は多くの都道府県民会議では都道府県議会議長が務めているが、青年、婦人、労働団体の長が務めているところもある。
ある都道府県民会議の一例を挙げると、以下のとおりである。
- 県青年団協議会
- 県婦人団体協議会
- 連合県連合会
- 県商工会議所連合会・県商工会連合会
- 県農業協同組合連合会中央会
- 県森林組合連合会
- 県漁業協同組合連合会
- 県市議会議長会・県町村議会議長会
- 県郷友会
- 県老人会連合会
- 県PTA連合会
- 県小学校校長会・県中学校校長会
- 県公民館連合会
- 県隊友会
- 県遺族会連合会

など

## 活動

### 署名活動
返還を求める署名活動自体は1965年（昭和40年）に札幌駅前で千島歯舞諸島居住者連盟の有志が行ったのが最初とされる。現在では都道府県民会議を構成する各団体（市町村など地方公共団体も含む）が実施し、集まったものを都道府県民会議が集約している。また、都道府県民会議で街頭署名を行っているところもある。
集まった署名は毎年請願という形で国会に提出されている。2012年3月末現在で、署名件数は8,290万筆になっている。

### 北方領土展
北方領土の歴史や返還運動の歩み、北方四島の現在の様子などをパネルにしてデパートなどの催事に合わせて展示するもの。1966年（昭和41年）に北方領土復帰期成同盟が札幌市内のデパートで開催したのが最初とされる。

### その他
その他、北方領土の日にちなんだ大会の開催や、講演会や元島民の体験談による「語り部集会」、北方領土問題をテーマとした高校生による弁論大会や中学生を対象とした作文コンクールの主催、小中学生用の副読本の作成、納沙布岬を会場としたマラソン大会など、地域の特色を生かした活動を行っている。
近年は、中学校の学校教育の現場において北方領土問題に関する教育を充実させるための運動も展開している。前出の副読本の作成のほか、高校の入試問題に北方領土に関する問題を取り上げてもらうよう働きかけたり、「北方領土問題教育者会議（教育者会議）」と呼ばれる、この運動に賛同する教員のグループの活動支援を行っている。教育者会議は1999年2月に熊本県で最初に設立されたのを皮切りに、2012年4月現在では47都道府県中39都道府県で組織されている。
また、北方領土の日のある2月や旧ソ連が北方領土への進駐を開始した8月に、県庁などに北方領土返還のスローガンの書かれた懸垂幕が掛けられる事があるが、これはほとんどの場合、都道府県民会議が行っているものである。